# 水原みう
水原 みう（みずはら みう、1985年9月22日 - ）は千葉県出身のタレント、モデル、レースクイーン。
血液型O型。スリーサイズはB83、W58、H88。
女子カート部「LELS」に所属している他、ダンスユニット「パニィ」の一員としてライブ活動も行っている。

## 人物
- 趣味:旅行・ビーズアクセやデコ作成・映画鑑賞・カート
- 好きなアーティスト:KAT-TUN・EXILE・浜崎あゆみ・倖田來未・大塚愛
- 好きなスポーツ:カート・スノーボード
- 姉が2人いる[2]。

## 出演

### テレビ
- ためしてガッテン（NHK）
- 行列のできる法律相談所（日本テレビ）（再現VP）

### Web
- ユーキャン （菅野美穂編）
- リクナビネクスト スチール・WEBモデル
- NTTドコモ 携帯電話（ネットPV）

### 雑誌
- ヴァンテーヌ読者モデル
- パチンコ雑誌スチールモデル

### CM
- 埼玉TV花の森
- タックルベリー